# 岩崎一揆
岩崎一揆（いわさきいっき）は、慶長5年（1600年）に領土拡大を企てる伊達政宗に扇動された和賀忠親が、旧領奪回を目指して南部氏に対して起こした反乱の事。「岩崎合戦」「岩崎の陣」「和賀一揆」「和賀兵乱」「和賀岩崎一揆」などとも呼ばれる。

## 発端
豊臣秀吉の奥州仕置に反発した和賀氏や稗貫氏は和賀・稗貫一揆を起こすが鎮圧され、領地は没収されて南部氏に与えられた。没落した和賀忠親は伊達政宗の保護を受け、胆沢郡平沢の地を与えられた。その後、政宗は「今は国を二つに分けて争っている時代だ。今の内に領地を切り取っておけば、何れ新体制のお上にも認められるであろう」などと忠親に挙兵を促し、また南部軍と戦闘になった場合は水沢城主・白石宗直に支援させる旨を伝えた。忠親は二子城を拠点に旧臣や稗貫氏の残党を集めて蜂起し、所領奪還を目指して南部氏の諸城を急襲した。

## 一揆勢の侵攻と南部軍の反撃
忠親が挙兵した時、南部氏の主力は慶長出羽合戦に出兵していた。そのため普段より兵力も少なく、忠親はその隙を突いた慶長5年9月20日、花巻城や周辺諸城を急襲した（花巻城の夜討ち）。一時は二ノ丸、三の丸を制圧し本丸に迫ったが、北信愛や柏山明助、救援に駆け付けた北信景らの奮戦により退けられた。伊達軍の支援を受け大迫城を攻めた旧稗貫家臣らの部隊は、南部氏の守将 田中藤四郎を倒して一時は城を制圧したが、戦況悪化に伴い城を放棄して逃げ出した。
北信景ら南部軍の追撃は凄まじく、一揆軍は諸館の戦いで敗北を重ねて拠点の二子城も奪還され、最終的には岩崎城に籠城して南部軍を迎え撃つ態勢となった。10月中旬には三戸で軍備を揃えた南部利直ら主力が花巻に到着。しかし冬が到来して積雪の厳しい時期になったため、戦いは中断され春の再開を待つこととなった。なお、この一揆の詳細は最上義光を通して徳川家康に報告された。

## 岩崎城陥落と一揆の終結
慶長6年1月20日、南部軍は軍議を開いて陣立てを作成した後、3月17日、岩崎城周辺の七折館に陣を構えて攻撃を開始した。桜庭直綱ら主力が本丸突入を図るも、桝形土塁の防御や城兵の反撃に阻まれた。4月4日には白石宗直の家臣、鈴木将監義信（鈴木重信とも）率いる部隊の参戦もあり南部軍と戦闘となった。苦戦を強いられた南部軍だったが、鈴木は討ち取られ、4月26日、北信愛の献策で城に火をかけて焼き討ちにし、鉄砲隊による総攻撃で岩崎城を陥落させた。逃げ延びた和賀忠親であったが、その後近臣の蒲田治道、筒井喜助、齋藤十蔵とともに自害して陸奥国分尼寺に葬られたとも、伊達政宗に暗殺されたともいわれている。

## 戦後処理
岩崎城には、戦で功のあった柏山明助が新たに配置され、一揆を支援した白石宗直は登米に所領替えとなった。また、伊達政宗はこの一件を問題視した徳川家康により、いわゆる「百万石のお墨付き」を反故にされたという。